# Нижний Мангиртуй
Ни́жний Мангирту́й (бур. Доодо Мангирта) — село в Бичурском районе Бурятии. Входит в сельское поселение «Верхне-Мангиртуйское».

## География
Расположено у подножия юго-западных отрогов Заганского хребта на речке Нижний Мангиртуй (бур. Доодо Мангирта — «нижняя [долина, поросшая] диким луком»), в 3 км к северо-востоку от места её впадения в Хилок, в 6,5 км к западу от центра сельского поселения — села Верхний Мангиртуй.

## Население
| 2002 | 2010 |
| ---- | ---- |
| 210  | ↘154 |